# Корбелюв
Корбелюв (пол. Korbielów) — село в Польщі, у гміні Єлесня Живецького повіту Сілезького воєводства.
Населення — 1145 осіб (2011).
У 1975-1998 роках село належало до Бельського воєводства.

## Демографія
Демографічна структура станом на 31 березня 2011 року:
|          | Загалом | Допрацездатний вік | Працездатний вік | Постпрацездатний вік |
| -------- | ------- | ------------------ | ---------------- | -------------------- |
| Чоловіки | 560     | 108                | 400              | 52                   |
| Жінки    | 585     | 114                | 339              | 132                  |
| Разом    | 1145    | 222                | 739              | 184                  |